# Plump DJs
Plump DJs este o formație de muzică formată din Lee Rous și Andy Gardner. Plump DJs au apărut în 1999, odată cu lansarea single-ului de debut "Plump Chunks/Electric Disco". Ceea ce a urmat după, este deja istorie. Creațiile lor au ridicat noi standarde și au schimbat percepția asupra muzicii electronice de dans, într-un moment în care scena mondială de breakbeat aluneca încet, dar sigur, într-un singur sens. Mulți au fost inhibați de atitudinea îndrăzneață pe care o abordau cei doi. Alții s-au culcat la loc. Dar cei mai mulți au aclamat sunetul care a zguduit ringurile de dans din UK, SUA, Canada, America de Sud până în Australia, Noua Zeelanda sau Japonia.
Cei doi se mândresc deja cu două albume („A Plump Night Out” 2000, „Eargasm” 2003), o compilație „FabricLive” (2003), două compilații pentru celebra revista Mixmag („Elastic Breaks” - 2001, „Mixmag The Annual” - 2005), plus compilația „Saturday Night Lotion” 2005, pe care mulți o văd drept al treilea album al celor doi. La care se adaugă zeci de release-uri, dintre care am putea aminti... de fapt, întrebarea este, ce sau dacă există vreo piesă lansata de cei doi pe care să NU o putem aminti: „Electric Disco, Remember My Name, Big Groovy Fucker, In Stereo, Squeaks & Bleeps, Pray For You, When The Funk Hits The Fan, The Gate, Creepshow, Soul Vibrates, Scram, Bullet Train, Dr. Dub, Blackjack, Get Kinky, The Pressure, Redshift, The Rub Off, Acid Hustle, Mad Cow, Listen To The Baddest” sau „System Addict”. Nenumărate remixuri pentru artiști ca BT, Orbital, Fatboy Slim, Freestylers și mulți alții, producții care au rămas în istoria muzicii de dans ca ‚modern classics’. Și pentru ca plump-mania nu se putea opri aici, sunt printre puținii artiști ai scenei de breaks care au reușit să depășească bariera genului cu mult, având piese care au pătruns la mai multe posturi de radio mainstream. Să ne aducem aminte de impactul pe care l-a avut remixul Plump DJs la piesa Freestylers - Push Up. De aici până la ce a urmat, a mai fost un singur pas. Plump Djs au asigurat coloana sonoră mai multor jocuri Sony PlayStation, numele celor doi fiind asociat și cu un celebru spot al mărcii Levi's.
Breakspoll - International Breakbeat Awards, cel mai important eveniment mondial al scenei de breaks, care decernează anual cele mai râvnite premii din industrie. Ce am putea spune despre un duo care în decursul anilor a reușit să acumuleze premii la fiecare importantă categorie:
Best Producer 2003 - Plump DJs
Best Producer 2004 - Plump DJs
Best Producer 2005 - Plump DJs
Best Album 2003 - Plump DJs - Eargasm
Best Single 2004 - Plump DJs - Soul Vibrates / Bullet Train
Best Remix 2004 - Freestylers - Push Up (Plump DJs Remix)
Best Compilation 2005 - Plump DJs - Saturday Night Lotion
Best Club Night / Event 2005 - Eargasm @ Fabric by Plump DJs
Best Label 2003, 2004, 2005 - FingerLickin' (marea familie din care fac parte și cei doi)
Totul culminând la ultima ediție a Breakspoll, când Plump DJs au fost runners-up pentru premiul special *'Best Contribution To Breaks'*.

## Discografie
- Chunky Plumps (12", S/Sided, Promo) Y2K (2) 1999/
- Plumpy Chunks / Electric Disco (12") Finger Lickin' Records 1999/
- A Plump Night Out (2xLP, Album) Finger Lickin' Records 2000/
- A Plump Night Out (CD) Finger Lickin' Records 2000/
- A Plump Night Out (CD) Nettwerk 2000/
- A Plump Night Out (Sampler 2) (12", Smplr) Finger Lickin' Records 2000/
- The Push / Remember My Name (12") Finger Lickin' Records 2000/
- A Plump Night Out (2x12") Nettwerk America 2001/
- Elastic Breaks (CD) Mixmag 2001/
- Urban Underground - The Breakbeat Elite (2xCD) INCredible 2001/
- Urban Underground - The Breakbeat Elite (2xLP) INCredible 2001/
- A Plump Night Out (Sampler 1) (12", Smplr) Finger Lickin' Records 2002/
- Big Groovy Fucker / T.B.Reality (12") Finger Lickin' Records 2002/
- A Plump Night Out (CD) Toy's Factory 2003/

Eargasm (2xLP, Album) Finger Lickin' Records 2003/
Eargasm (CD, Album) Finger Lickin' Records 2003/
Eargasm (CD, Album) Toy's Factory 2003/
Eargasm Album Sampler (2x12") Finger Lickin' Records 2003/
FabricLive. 08 (CD) Fabric (London) 2003
FabricLive. 08 (Radio Mix) (CD, Promo) Fabric (London) 2003/
In Stereo / Squeaks & Bleeps (12") Finger Lickin' Records 2003/
Pray For You (Lee Coombs Remixes) (12") Finger Lickin' Records 2003/
Pray For You / How Much Is Enough (12") Finger Lickin' Records 2003/
The Funk Hits The Fan / The Gate (12") Finger Lickin' Records 2003/
Creepshow (Part 1) (12") Finger Lickin' Records 2004/
Creepshow (Part 2) (12") Finger Lickin' Records 2004/
Soul Vibrates / Bullet Train (12") Finger Lickin' Records 2004/
- Dr. Dub / Blackjack (12") Finger Lickin' Records 2005/

Get Kinky / Pressure (12") Finger Lickin' Records 2005/
Redshift (12", S/Sided, Ltd, Red) Finger Lickin' Records 2005/
- Saturday Night Lotion (CD) Finger Lickin' Records 2005/
- Saturday Night Lotion (2xLP) Finger Lickin' Records 2005/

The Breakbeat Annual (CD) Mixmag 2005/
The Rub Off / Acid Hustle (12") Finger Lickin' Records 2005/
Electric Disco (D. Ramirez Remix) (12", Ltd, S/Sided, Cle) Finger Lickin' Records 2006/
Finger Lickin' Export Sampler 2 (12") Finger Lickin' Records 2006/
Mad Cow (12", TP, S/Sided) Finger Lickin' Records 2006/
- Listen To The Baddest (File, MP3) Finger Lickin' Records 2007/
- System Addict / Doppler (12") Finger Lickin' Records 2007/
- Headtrash (2008)/